# 土呂本通り

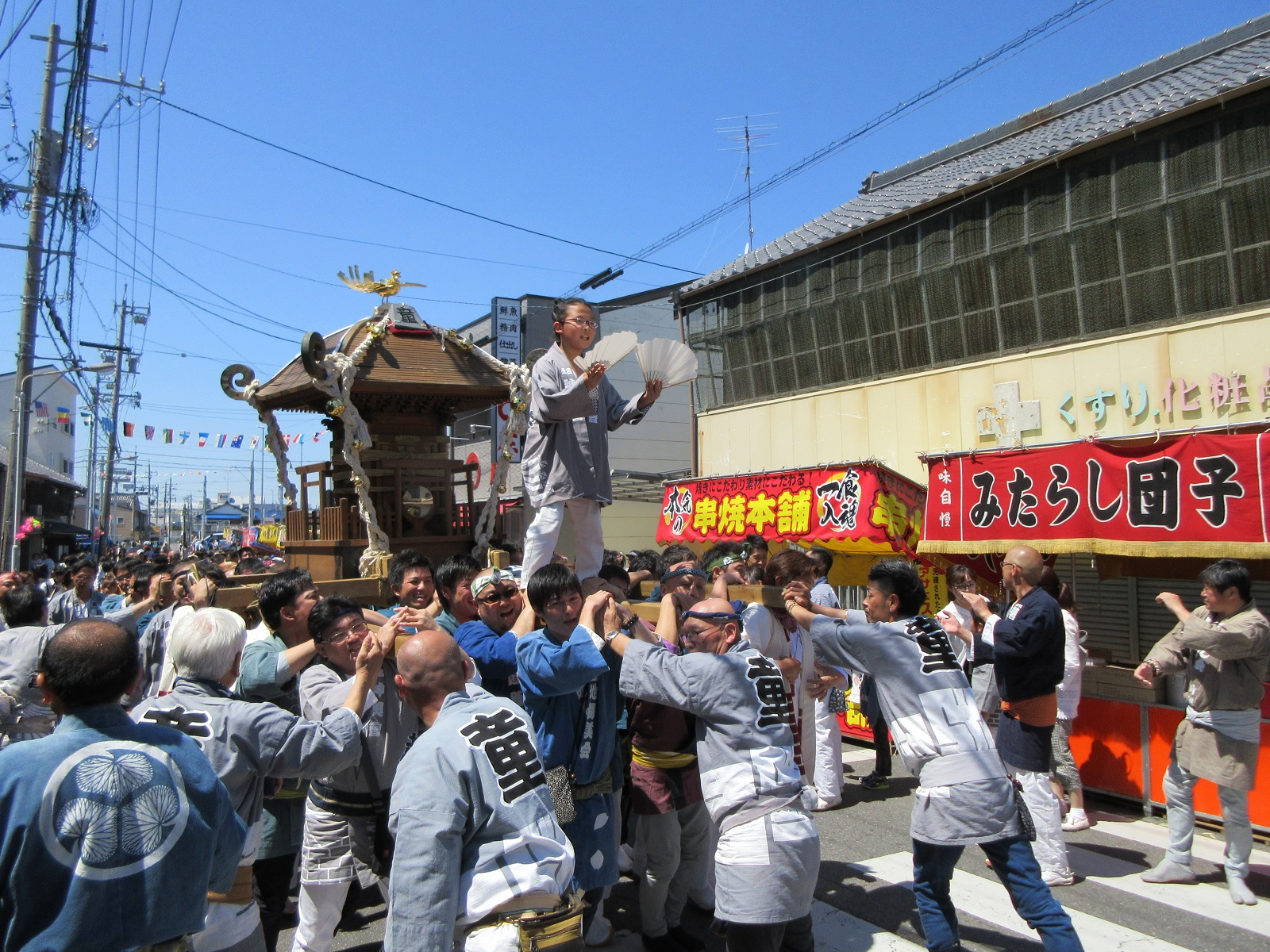
土呂蓮如祭り

土呂本通り（とろほんどおり）とは、愛知県岡崎市上地町から同市福岡町を通る道路の通称名である。上地交差点から福岡郵便局前交差点の区間において愛知県道327号市場福岡線に認定されており、「土呂街道」とも呼ばれる。

## 概要
土呂とは明治初期頃まで存在した土呂村のことで、現在の福岡町に含まれる地域である。土呂八幡宮や土呂本宗寺跡が周辺にあり、土呂という地名の名残をとどめている。
土呂本通りは巨視的に見れば東海道から分かれる吉良道の一部である。上地の住宅街を通り抜けて、現JR東海道本線を越えて福岡町に入り、本宗寺のある小畠山と呼ばれる山の南側方面にぐるりと西進すると、道に沿って昔ながらの商店が軒を連ねている。そして福岡郵便局前交差点で土呂西尾道に合流し、吉良道はここを南下する。
大通りである土呂本通りの北側には住宅が密集していて、拡幅されていない昔からの入り組んだ細かい路地が多い。その中で常夜灯が多く残されており、土呂八幡宮等の神社や仏閣を横目に古い街並みを感じることができる。
土呂本通りを抜けて西側に進むと、福岡町バス停留所（旧名鉄福岡線の福岡町駅跡地）がある。

## 行事・祭り
土呂蓮如祭り
4月25日の前の土・日曜日に開催。「土呂の蓮如さん」と呼ばれる。土呂本通りが歩行者天国になって露店が立ち並び、山車が練り歩く。よさこいもやり、福岡小学校音楽部が鼓笛隊となって通りを往復する。また福岡小学校の計画委員会（児童による委員会の代表の委員会）の6年生が毎年、交通安全隊として横幕などを持って鼓笛隊と共に交通安全パレードを行う。
土呂八幡宮秋の大祭
10月16日に近い土・日曜日に開催。手筒花火が行われる。
上地八幡宮例大際
10月31日、11月1日に開催。神輿を担ぐ。

## 交通規制
土呂本通りは県道認定されている路線であるが、商店街区間については路側帯があるのみで歩道が整備されていない。すなわち縁石等の工作物により歩道と車道が分離しているわけではない。
また昔からの重要な街道で、現代でも交通量が多いが、一方で地域の生活道路であり、岡崎市立福岡小学校等の学童が通行する道でもあるなどの道路環境にあり、最高速度30km/時、追越しのための右側部分はみ出し通行禁止、大型貨物自動車等通行止め（規制時間帯は07:00-09:00）に指定されている。

## 接続する道路
- 愛知県道483号岡崎幸田線
- 愛知県道43号岡崎碧南線（土呂西尾道）
- 上地八幡宮参道

## 沿線・周辺
| - 上地八幡宮 - 愛知県警察岡崎警察署上地駐在所 - 土呂殿本宗寺 - 土呂山浄専寺 - 岡崎市立福岡小学校 - 土呂八幡宮 - 土呂茶園跡 - 福岡保育園 - みやこ幼稚園 - 福岡郵便局 - 愛知県警察岡崎警察署福岡駐在所 - 岡崎市福岡学区市民ホーム | - 土呂陣屋跡・土呂陣屋の松 - 額田郡福岡町役場跡 - 砂川 - 清水新開地（花街）跡 - 玉川新開地（花街）跡 - 論所池跡 - 上地御嶽山 - 土呂本通り秋葉山常夜燈 - 玉川橋北秋葉山常夜燈 - 対屋町秋葉山常夜燈 - 惣田坂 |